# Floronia jiuhuensis
Floronia jiuhuensis là một loài nhện trong họ Linyphiidae.
Loài này thuộc chi Floronia. Floronia jiuhuensis được Li & Zhu miêu tả năm 1987.